# Antonio Castro Leal
Antonio Castro Leal (* 2. März 1896 im Bundesstaat San Luis Potosí; † 7. Januar 1981 in Mexiko-Stadt) war ein mexikanischer Rechts- und Literaturwissenschaftler, Diplomat und Rektor der Universidad Nacional de México (UNAM), damals noch Universidad de México.

## Biografie
Castro, der zur Generation von 1915 gehörte, absolvierte die Escuela Nacional Preparatoria und habilitierte nach seinem Studium im Fach Rechtswissenschaften an der Escuela Nacional de Jurisprudencia der UNAM. Anschließend folgte ein Aufbaustudium an der Georgetown University in Washington, D.C. mit Ph. D.-Abschluss. Er lehrte an der Escuela Nacional Preparatoria, an der Escuela Nacional de Jurisprudencia und an der Escuela Nacional de Altos Estudios und war vom 9. Dezember 1928 an der letzte Rektor der Universidad de México, bevor diese ihren Autonomitätsstatus erlangte, worauf er am  21. Juni 1929 dieses Amt niederlegte. 1934 weihte er als Direktor des Departments für Schöne Künste im Distrito Federal de México den Palacio de Bellas Artes in Mexiko-Stadt ein. Von 1949 bis 1954 lebte er in Paris, wo er als Mitglied des UNESCO-Exekutivrates bis 1952 auch UNESCO-Botschafter war. Nach seiner Rückkehr aus Frankreich lebte er bis zu seinem Tode im Stadtteil Coyoacán von Mexiko-Stadt und war von 1958 Mitglied des mexikanischen Kongresses.
Castro verfasste zahlreiche Bücher und erhielt 1952 den Ehrendoktortitel der UNAM.
Castro Leal übersetzte Maurice Dobb’s Introduction to Economics für Mexicos Fondo de Cultura Económica.